# Miguel Amado
Miguel Angel Amado Alanis (28 dicembre 1984) è un ex calciatore uruguaiano, di ruolo centrocampista.